# Richard Walther Darré
Richard Walther Darré (ur. 14 lipca 1895 w Belgrano (Buenos Aires), zm. 5 września 1953 w Monachium) – niemiecki agronom, zootechnik, polityk, pisarz i ideolog narodowosocjalistyczny pochodzenia szwedzkiego, SS-Obergruppenführer, Reichsleiter, kierownik Głównego Urzędu Rasy i Osadnictwa SS (1932–1938), minister Rolnictwa i Polityki Żywnościowej (1933–1942), Reichsbauernführer (przywódca) Reichsnährstandu (1934–1944), autor ekspansywnych, rasistowskich teorii i popularyzator konceptu Blut und Boden, specjalista NSDAP do spraw rolnictwa, skazany w procesach norymberskich na siedem lat więzienia. W latach czterdziestych sukcesynie zastępowany Herbertem Backe. Uczestnik I wojny światowej.

## Życiorys
Jego ojcem był Niemiec, a matką pół-Szwedka, pół-Niemka. W wieku 9 lat Darré wyjechał do Niemiec i kształcił się w szkołach w Heidelbergu, Godesbergu i Witzenhausen. Uczęszczał także do królewskiego College’u w Wimbledonie (Londyn). Oprócz niemieckiego, nauczył się mówić płynnie po hiszpańsku, angielsku i francusku. Podczas I wojny światowej służył w artylerii na froncie zachodnim i był kilkakrotnie ranny. Następnie należał do tzw. Związku Artamanów (organizacja młodych niemieckich nacjonalistów). Darré coraz bardziej skłaniał się ku teorii Blut und Boden (Krew i Ziemia), twierdząc iż rasa nordycka powinna być przywiązana do swojej ziemi i jej siłą są chłopi. Tezę tę popierał Heinrich Himmler, jeden z Artamanów. Swoją ideologię „krwi i ziemi” wyłożył w książkach: „Das Bauerntum als Lebensquell der nordischen Rasse” (pol. „Stan chłopski jako źródło życia rasy nordyckiej”; 1928 r.), „Um Blut und Boden” (pol. „O krew i ziemię”; 1929 r.) oraz „Neuadel aus Blut und Boden” (pol. „Nowa szlachta z krwi i ziemi”; 1930 r.).
W 1930 wstąpił do NSDAP i zajął się aparatem partyjnym mającym na celu pozyskanie dla narodowych socjalistów rolników niemieckich. Darré miał trzy cele: wzniecić niezadowolenie wśród rolników wobec władz Republiki Weimarskiej, pozyskać ich poparcie dla NSDAP oraz przekonać ich, by stali się przyszłymi osadnikami, którzy zastąpią Słowian na obszarach wschodnich. Wszystkie te cele udało mu się osiągnąć.
Także od 1930 należał do SS. Od kwietnia 1933 do 1945 Darré był Przywódcą Rolników Rzeszy (Reichsbauernführer), a od 29 czerwca 1933 do 23 maja 1942 sprawował stanowisko Ministra Rzeszy do spraw Żywności i Rolnictwa. Oprócz tego do 1938 stał na czele RuSHA (Głównego Urzędu dla spraw Rasowych i Osadnictwa SS) i odegrał ważną rolę w tworzeniu tego urzędu w 1931 r.
Teoria Krew i Ziemia stała się jedną z podstaw hitlerowskiej polityki ekspansji. Poglądy Darré’a mocno wpływały na Himmlera, który hołdował tezie o wyższości narodu niemieckiego, opartej na selekcji rasowej. Jednak Darré ostatecznie utracił wpływy, gdy Himmler uznał jego poglądy za zbyt teoretyczne oraz gdy popadł w spór z Hjalmarem Schachtem dotyczący polityki rolnej Rzeszy. Jego poglądy i tezy miały duży wpływ na eksterminacyjną politykę hitlerowską podczas II wojny światowej.
Darré został schwytany przez aliantów w 1945 i przetrzymywany w przerobionych na więzienie koszarach Flak-Kaserne Ludwigsburg. Następnie został osądzony przez Amerykański Trybunał Wojskowy w tzw. procesie ministerstw (jeden z procesów norymberskich). W 1949 został skazany na karę 7 lat pozbawienia wolności, lecz zwolniono go już w 1950 r. Darré zmarł trzy lata później w Monachium.
Jego teorie do dzisiejszych czasów inspirują radykałów.